# Almaaz
Almaaz či Epsilon Aurigae (ε Aur) je hvězda v souhvězdí Vozky. Jedná se o binární systém (zákrytová hvězda typu Algol) s neobvyklými parametry. Arabské jméno Almaaz znamená kozel (je zde patrná souvislost s blízkou Capellou, která symbolizuje kozu).

## Systém
Systém se skládá z jasné hvězdy ε Aur A a záhadné sekundární složky ε Aur B, jejíž povaha není stále plně objasněna. Každých 27 let dochází k zatmění ε Aur A, přičemž pokles jasnosti, a tedy doba zatmění, trvá celé dva roky. To svědčí o tom, že ε Aur B je výrazně větší než ε Aur A.
Starší teorie hovořící o ε Aur B jako o extrémně chladné gigantické hvězdě či černé díře jsou dnes považovány za velmi nepravděpodobné. V současnosti přijímaná teorie, podpořená pozorováními z posledního zatmění ε Aur A odehrávajícího se v letech 2009–2011, tvrdí, že druhou složkou systému je hvězda (případně dvojice hvězd) obklopená širokým a neprůhledným prašným diskem o průměru kolem 20 AU.
Pro zmíněnou teorii prašného disku existují dva modely.
V prvním modelu je jasně zářící složkou žlutý veleobr, hvězda spektrální klasifikace F0 (někdy udáváno též A8 či A9). Hvězda by byla zhruba 15krát hmotnější než Slunce. Těmto parametrům odpovídají například odhady vzdálenosti, které se ovšem pohybují v rozsáhlém intervalu 355–4167 pc. Problémem je sekundární složka (hvězda či dvojice hvězd obklopená prašným diskem), která by podle orbitálních dat musela být přibližně stejně hmotná, jako zmíněný veleobr. Pozorování přitom nasvědčují spíše méně hmotné hvězdě hlavní posloupnosti spektrální třídy B.
Ve druhém modelu je jasně zářící složkou obr z asymptotické větve obrů o hmotnosti 2-4 M☉. Hvězda by byla na svou hmotnost neobvykle velká a jasná, pravděpodobně v důsledku velkých ztrát hmoty. Z orbitálních dat pak sekundární hvězda obklopená prašným diskem vychází jako běžná hvězda hlavní posloupnosti spektrální třídy B o hmotnosti zhruba 6 M☉.
V době zatmění klesá jasnost systému z +2,92m až k +3,83m. Uprostřed zatmění dochází k mírnému zvýšení jasnosti, což nasvědčuje přítomnosti jasnějšího objektu uvnitř výše zmíněného disku.